# Atemptats contra l'Ambaixada estatunidenca de 1964
L'Ambaixada dels Estats Units a Libreville, Gabon, va ser blanc d'un atemptat el 5 de març de 1964 i novament el 8 de març.

## Context
Dues setmanes abans dels bombardejos, Gabon havia sofert un fallit cop d'estat contra el seu president, Leon M'ba. Després de l'intent de cop, alguns gaboneses van identificar erròniament als Estats Units com co-conspirador de l'intent de cop. Time va afirmar que els funcionaris francesos van ajudar a difondre el rumor de la participació dels Estats Units en el cop.

## Transcurs
El 5 de març, William F. Courtney, cap adjunt de l'ambaixada, va rebre una trucada d'un home que s'identificava com DuPont i exigia que tots els americans sortissin de Gabon. L'Agència d'Informació dels Estats Units va rebre altres dues trucades telefòniques amenaçant amb un atac imminent. Durant una tempesta de pluja, al voltant de les 8.15 d'aquesta nit, una petita bomba va explotar fora de l'ambaixada. L'explosió, que es va produir en un moment en què l'edifici estava tancat i bloquejat, va provocar danys en el cartell de l'ambaixada i l'esquerdament de dues finestres.

Després del bombardeig, els gaboneses francesos van fer més dites amenaçadors a l'ambaixada. Una segona bomba va explotar a uns 50 peus de l'ambaixada dues nits després, sense causar danys. Un tiroteig des d'un cotxe, durant el qual es van disparar almenys cinc rondes de perdigons amb una escopeta automàtica del calibre 12, va crivellar les finestres del segon pis amb més de 30 forats. William Courtney, l'encarregat de negocis americà, va veure a dos europeus en un automòbil Simca passar per l'ambaixada aproximadament a les 9:20 de la nit, una hora abans del tiroteig i el bombardeig. Un oficial americà sense nom va dir que va veure un acte envoltant l'ambaixada 10 minuts després del bombardeig. Dos policies gaboneses van ser assignats per a protegir l'edifici, i M'ba va ordenar una recerca sobre els bombardejos. Va denunciar les acusacions contra els americans, dient:
| « | Res permet determinar que els Estats Units van exercir un paper en els recents esdeveniments. No obstant això, les relacions d'amistat existents entre els membres de l'Ambaixada dels Estats Units i alguns polítics que van participar en la rebel·lió podrien haver fet aquesta impressió a alguns, una impressió que no comparteixo. | » |